# Zabieg

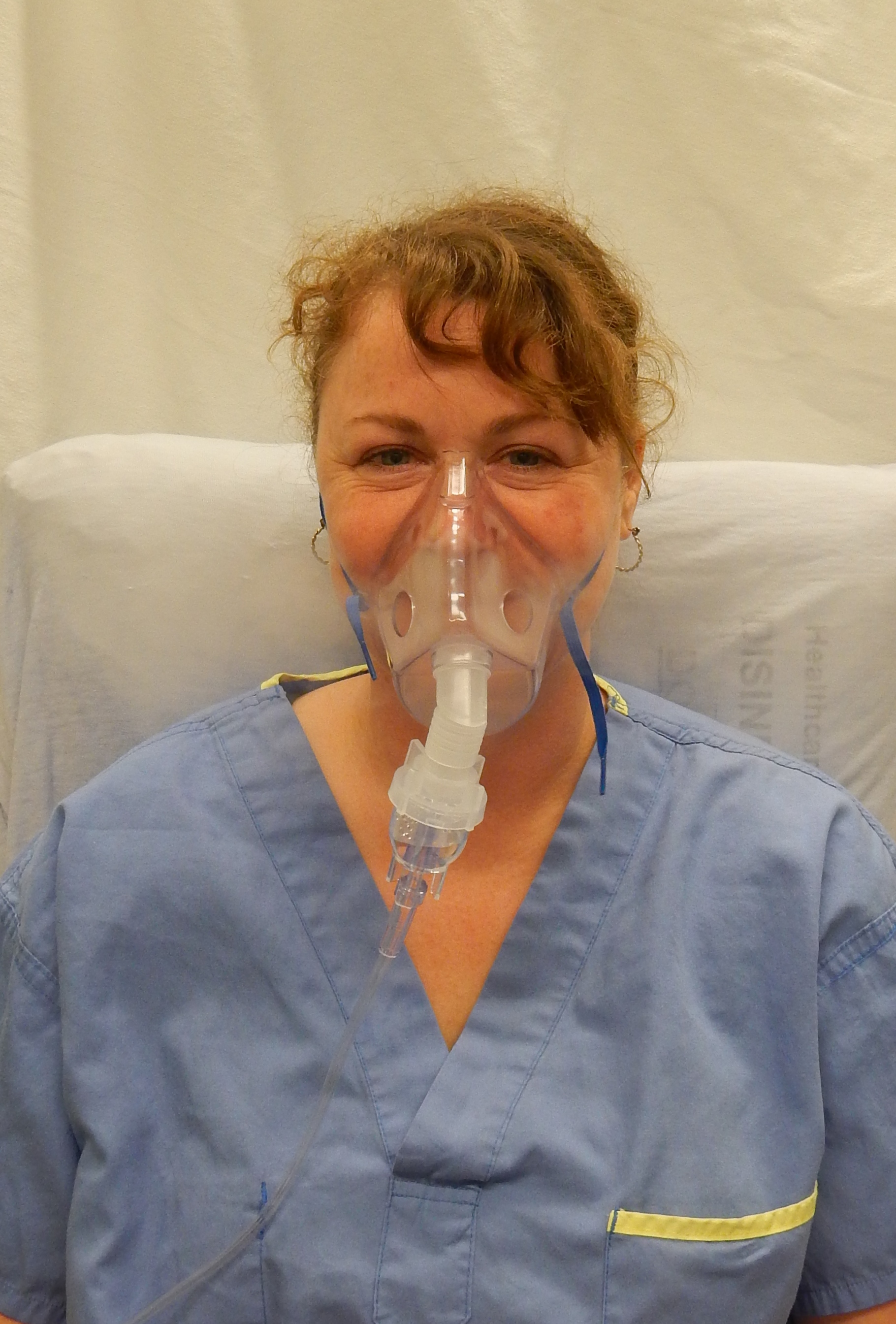
Zabieg

Zabieg – rodzaj czynności medycznej służącej diagnozowaniu, profilaktyce, a przede wszystkim leczeniu pacjenta. Czynność taka może być wykonywana zarówno ręcznie, jak i przy pomocy skomplikowanej aparatury medycznej i narzędzi.
Według tej definicji zabiegiem są zarówno: dezynfekcja otarcia naskórka, prosta iniekcja, czy zimny okład, jak i transplantacja serca czy założenie implantu słuchowego. Jak widać jest to zakres bardzo szeroki, z tego powodu zabiegi wykonują nie tylko lekarze, ale także, w zależności od charakteru zabiegu, inny personel (w szczególności pielęgniarski). Umiejętność przeprowadzania różnych zabiegów jest nieodzowna u lekarzy wszystkich specjalności, choć w różnym stopniu.
Zabiegi w zależności od ich charakteru mogą wymagać różnorodnego sprzętu i kwalifikacji od wykonującego zabieg, a także odpowiednich pomieszczeń. Niektóre zabiegi trzeba wykonywać w warunkach zbliżonych do aseptycznych na sali operacyjnej, inne w tzw. gabinetach zabiegowych, należących do oddziałów szpitalnych. Mniej skomplikowane zabiegi można wykonać przy łóżku chorego, w ambulatorium, a nawet w domu pacjenta.
Każdy zabieg medyczny niesie za sobą naruszenie nietykalności osobistej pacjenta, dlatego przed wykonaniem zabiegu prawo wymaga uzyskania zgody od pacjenta, a w przypadku pacjenta małoletniego - zgody przedstawiciela ustawowego. W przypadku zagrożenia życia, połączonego z utratą przytomności, zabiegi takie jak resuscytacja wolno przeprowadzić bez uzyskania wcześniejszej zgody (w granicach art. 33 ust. 1 ustawy o zawodach lekarza i lekarza dentysty).
Szczególnym rodzajem zabiegu jest operacja – inaczej zabieg chirurgiczny.

Przeczytaj ostrzeżenie dotyczące informacji medycznych i pokrewnych zamieszczonych w Wikipedii.